# Talaingod

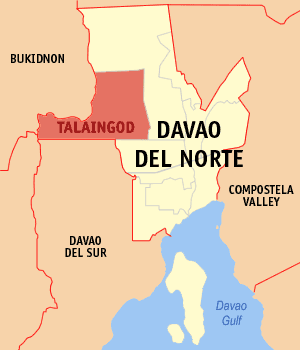
Bản đồ của Davao del Norte với vị trí của Talaingod

Talaingod là một đô thị hạng 4 ở tỉnh Davao del Norte, Philippines. Theo điều tra dân số năm 2000, đô thị này có dân số 16.594 người trong 3.890 hộ.

## Các đơn vị hành chính
Talaingod được chia thành 3 barangay.
- Dagohoy
- Palma Gil
- Santo Niño